# Arno Frank
Arno Frank (7 maggio 1903 – Rio de Janeiro, 20 agosto 1964) è stato un cestista, allenatore di pallacanestro, allenatore di calcio e dirigente sportivo brasiliano.

## Carriera
Ha giocato a basket nel Fluminense nel corso degli anni venti e trenta, divenendo poi allenatore della Nazionale brasiliana. Alla guida del Brasile ha partecipato ai Giochi di Berlino 1936 e al Campionato sudamericano maschile di pallacanestro 1939 (vincendo la medaglia d'oro). Ha allenato poi la squadra di calcio del Fluminense nel 1943.
Ha poi intrapreso la carriera dirigenziale nello stesso club, e nel 1950 è divenuto soprintendente dello Stadio Maracanã.